# Abciximab
L'Abciximab è un farmaco biologico antiaggregante, un anticorpo monoclonale diretto contro il recettore GpIIb/IIIa delle piastrine. Viene utilizzato per la prevenzione degli eventi trombotici durante gli interventi di angioplastica coronarica.
È prodotto da Janssen Pharmaceutica (Janssen Biologics) e distribuito in Europa da Eli Lilly and Company.

## Meccanismo d'azione
Abciximab è il frammento legante l'antigene di un anticorpo monoclonale chimerico umano-murino, che lega specificamente la glicoproteina IIb/IIIa.
La GP IIb/IIIa è un recettore proteico transmembrana in grado di legare il fibrinogeno circolante o il fattore di von Willebrand; per questo motivo, una volta esposto sulla membrana delle piastrine, permette l'aggregazione piastrinica. Il legame dell'anticorpo alla GP IIb/IIIa avviene tramite ingombro sterico o cambiamento conformazionale e porta invece all'inibizione dell'aggregazione piastrinica.

## Indicazioni
Abciximab trova indicazione unicamente come terapia adiuvante durante l'intervento di angioplastica coronarica (PCI) con posizionamento di stent, unitamente alla somministrazione di aspirina e eparina, per la prevenzione di eventuali complicazioni ischemiche/infartuali di origine trombotica che possono insorgere durante la procedura.
Un'ulteriore indicazione è l'angina instabile che non risponde alla terapia convenzionale, con indicazione ad intervento di PCI.

## Controindicazioni
Dal momento che aumenta il rischio di sanguinamento, la terapia con Abciximab è controindicata in caso di sanguinamento attivo, trauma o chirurgia recenti, pregressi eventi cerebrovascolari, neoplasie o malformazioni arterovenose cerebrali, aneurismi cerebrali.

## Dosaggio

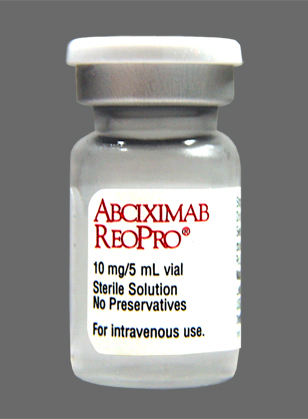
Una fiala di Abciximab per infusione

La somministrazione di Abciximab prevede un bolo di 0,5 mg/kg per iniezione endovenosa, in seguito un'infusione a 0,125 µg/kg/minuto.

## Effetti collaterali
I principali effetti indesiderati sono emorragia (dal sito di accesso femorale, gastrointestinale, urinaria), emorragia cerebrale e ictus, trombocitopenia.

### Abciximab
- Ferdinando M. Massari, Sindrome Coronarica Acuta, un nuovo modo di fare diagnosi, un nuovo modo di impostare la terapia, Springer, 2005,  pp. 61–, ISBN 978-88-470-0308-8.
- (EN) Peter J. Sharis, Christopher P. Cannon e Benjamin A. Steinberg, Evidence-Based Cardiology, Lippincott Williams & Wilkins, 1º novembre 2010,  pp. 291–, ISBN 978-0-7817-6473-5.
- (EN) F. Crea, Malattie del cuore di Braunwald. Trattato di medicina cardiovascolare. Con CD-ROM, Elsevier srl, 2007,  pp. 1234–, ISBN 978-88-214-2987-3.
- (EN) Allen Jeremias e David L. Brown, Cardiac Intensive Care, Elsevier Health Sciences, 12 dicembre 2009,  pp. 464–, ISBN 978-1-4160-3773-6.
- (EN) Eric J. Topol, Textbook of interventional cardiology, Elsevier Health Sciences, 2003,  pp. 1013–, ISBN 978-0-7216-9449-8.